# Adolfo Konder
Adolpho Konder (Itajaí, 16 de fevereiro de 1884 – Rio de Janeiro, 24 de setembro de 1956) foi um político brasileiro.

## Biografia
Formado em direito pela Faculdade de Direito de São Paulo em 1908. Filho do professor e comerciante alemão Marcus Konder (Schweich, 1854 – Hamburgo, 1898), irmão dos políticos Marcos Konder e Vítor Konder e do diplomata Arno Konder.
Foi governador de Santa Catarina, de 1926 a 1930, sendo vice-governador Valmor Argemiro Ribeiro Branco. Eleito senador para a 36ª legislatura, teve o mandato cassado juntamente com os demais pares eleitos por conta da Revolução de 1930.
Também foi Secretário do Centro Civilista de Santa Catarina em 1910, Secretário Estadual da Fazenda no período de setembro de 1918 até outubro de 1920, Deputado Federal por Santa Catarina eleito em 1921 e reeleito em 1924 e Deputado Federal Constituinte no período de 1933 e 1934.
Foi o primeiro governador a conhecer o interior do Estado, ao empreender a Viagem de 1929, quando acompanhado de uma grande equipe de técnicos e profissionais do governo, registrou dados econômicos, sociais e históricos, inclusive com registros fotográficos, das cidades mais distantes da Capital.
Foi concebido, em sua homenagem, o nome do antigo Estádio Adolfo Konder de propriedade do Avaí Futebol Clube de Florianópolis.
Está sepultado no Cemitério do Hospital de Caridade de Florianópolis.

## Academias de Letras
Fundador da cadeira 26 da Academia Catarinense de Letras e Patrono da cadeira 3 da Academia de Letras de Biguaçu. 

## Obras
- A isenção do serviço militar e a dupla nacionalidade (1924);
- Programa de governo (1926);
- Pontos de um programa (1926).